# مبايض (المجمعة)
مبايض، هي مدينة تقع في محافظة المجمعة، والتابعة لمنطقة الرياض و مُبَايِض هي واحدة من اقدم الهجر التي تأسست في عهد الملك عبد العزيز وهي تحديدا ثاني هجرة بعد هجرة الارطاوية حيث تأسست مبايض عام 1334 للهجرة، وتبعد عن مدينة الرياض عاصمة المملكة العربية السعودية قرابة 160 كلم شمالا وحالياً يعد مركز مدينة مبايض أحد مراكز الفئة (أ) التابعة لمحافظة المجمعة بمنطقة الرياض.

## تاريخ
وادي مبايض ورد قديماً في كتب أيام العرب في الجاهلية وفيه يوم من أيامهم الشهيرة يدعى يوم (مبايض) وهو لبكر على تميم ، ويسمى مبايض (جو الحريبين) لأنه واقع أصلا بين منهلين، كل منهل لطائفة من العرب والحرب بينهما قائمة، من أجل ذلك سمي ب(جو الحريبين).
وكان لأهالي مُبَايِض صولات وجولات في عهد توحيد المملكة العربية سعودية تحت قيادة المؤسس الملك عبدالعزيز طيب الله ثراه حيث كان يخرج منها قرابة الالف فارس كما ذكر عبدالله ابن خميس في كتاب (معجم اليمامة)  وكذلك المؤرخ البريطاني هارولد ديكسون في كتابه (الكويت وجاراتها) وقد بلغ عدد سكانها ذلك الوقت مايزيد على ألفين نسمة، وقد ذكر أمين الريحاني المؤرخ والأديب المعروف في كتابه (تاريخ نجد الحديث وملحقاتها) دور أهالي مبايض ومساهمتهم في توحيد المملكة العربية السعودية تحت قيادة الملك عبد العزيز، وأول من اتخذ مبايض هجرة هم (الهوامل) من مطير ورئيسهم فالح بن السبيعي الهاملي المطيري

### قيل فيها
- وقد ذكرها الشاعر الجاهلي (جرير) في بيتين أوردهما في واقعه قديمة:

- وقال الشاعر (محمد بن عثيمين) في قصيدته الطويلة يوم (الجهراء) سنة ١٣٣٩ للهجرة فقال: